# Spitfire (groupe russe)
Pour les articles homonymes, voir Spitfire.
Spitfire est un groupe de ska punk russe, originaire de Saint-Pétersbourg. Leur dernier album en date, intitulé 5, est sorti en 2012.

## Biographie
Spitfire commence au début de 1993 comme trio de rockabilly, dont le style musical comprend des éléments de noise. Leur premier concert se déroule au St. Petersburg Psycho Festival en février 1993. En été 1993, Spitfire se met au noise/garage, décidant de troquer la contrebasse pour une guitare électrique. En recherche d'un nouveau style musical, ils reprennent des chansons de garage des années 1960. À la fin 1993, leur style s'apparente désormais à du garage punk puis à du skacore. Un saxophonistes et un trompettiste se joignent à eux en 1993, et Spitfire se transforme en un gang de punk agressif jouant du ska punk. Au printemps 1994, ils commencent les enregistrements avec un nouveau bassiste.
Au printemps 1995, ils enregistrent une chanson pour une compilation intitulée United Colours of Ska, Volume II, au label allemand Pork Pie. Un an plus tard, ils enregistrent un album au studio Melodia, mixé à Berlin chez Pork Pie. Cet album, Night Hunting, est publié à la fin 1996. Spitfire tournera régulièrement par la suite. En janvier 1999, Spitfire effectue une autre session au studio Vielklang de Berlin, qui résulte à la sortie de l'album The Coast is Clear. 
Au printemps 2001, ils recrutent un claviériste. À cette période, Spitfire lance un projet parallèle appelé St. Petersburg Ska-Jazz Review en collaboration avec les membres du groupe russe Markscheider Kunst. Leur premier album est enregistré en mars 2002 au studio Dobrolet de Saint-Pétersbourg, et publié en Russie à la fin 2002 au label local indépendant Zvezda Records. En novembre 2001, les membres de Spitfire sont invités à participer en session du groupe à Leningrad. En janvier 2004, le troisième album de Spitfire, Thrills and Kills, est publié en Europe au label allemand Vielklang, et en Russie chez Shnur'OK. En 2008, Spitfire publie un quatrième album, Lifetime Visa. En 2012, sort leur cinquième album, 5.